# Anisodes lutearia
Anisodes lutearia är en fjärilsart som beskrevs av Herman Dewitz 1881. Anisodes lutearia ingår i släktet Anisodes och familjen mätare. Inga underarter finns listade i Catalogue of Life.